# Ширшовская
Ширшовская — деревня в Устьянском районе Архангельской области.

## География
Находится в южной части Архангельской области на расстоянии приблизительно 15 км на юг-юго-восток по прямой от административного центра района поселка Октябрьский.

## История
В 1859 году здесь (деревня Вельского уезда Вологодской губернии) было учтено 13 дворов. До 2022 года входила в Малодорское сельское поселение до его упразднения.

## Население
Численность населения: 68 человек (1859 год), 6 (русские 100 %) в 2002 году, 12 в 2010.